# Verbena hastata
Espèce
Verbena hastata est une espèce de plante herbacée de la famille des Verbenaceae.

## Description
On appelle également cette plante Guérit-tout, herbe sacrée, herbe aux sorcières ; en anglais, Blue Vervain. La tige mesure 2 m et se divise en plusieurs faisceaux. Elle porte de petites fleurs mauves qui se développent en épis. 

On la retrouve dans des zones humides au bord des lacs et des rivières au sud du Québec et au nord des États-Unis.

## Liens externes

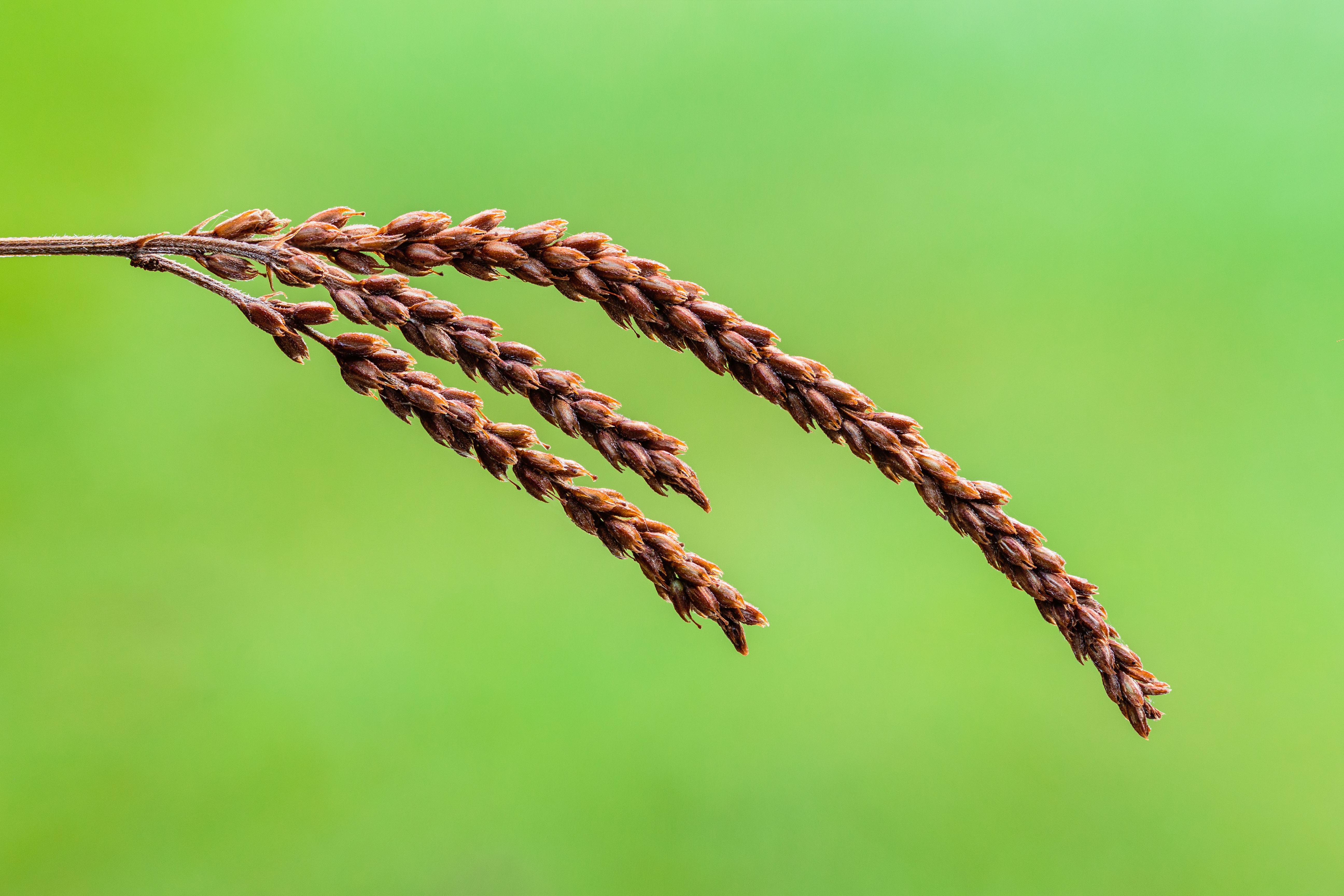
Formation des graines.